# Ishikawa Tatsuzō

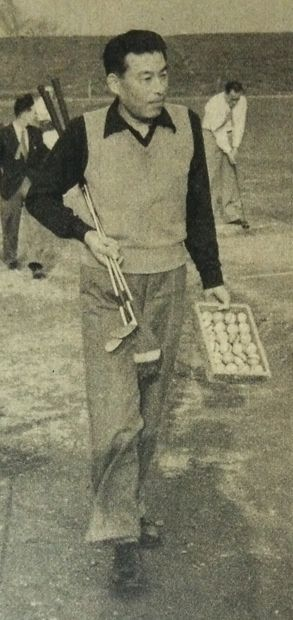
Ishikawa Tatsuzō

Ishikawa Tatsuzō (japanisch 石川 達三; * 2. Juli 1905 in Yokote; † 31. Januar 1985) war ein japanischer Schriftsteller.
Ishikawa war der Sohn eines Schullehrers. Bedingt durch Umzüge und immer wieder auftretende finanzielle Probleme absolvierte er keine kontinuierliche Ausbildung, auch ein Englischstudium an der Waseda-Universität schloss er nicht ab.
1930 beabsichtigte Ishikawa, nach Brasilien auszuwandern, kehrte aber schon nach zwei Monaten zurück. Seinen langen Roman Sōbō, in dem er diese Erlebnisse reflektierte, publizierte er in Teilen von 1935 bis 1939. Für den ersten Teil 1935 wurde er mit dem Akutagawa-Preis ausgezeichnet. In einem journalistischen Stil, der typisch ist für viele seiner Publikationen, beschrieb er das Leben armer japanischer Einwanderer in den 1930er Jahren.
Im Auftrag der Zeitschrift Chūōkōron reiste Ishikawa Ende 1937 als Kriegsreporter nach Nanking. Nach seiner Rückkehr entstand hierüber der Roman Ikite iru heitai. Die kritische Darstellung der Gewalt der japanischen Armee gegen chinesische Zivilisten führte zum Verbot durch die japanische Regierung auf Grund des Presse-Gesetzes von 1909 und zu einer Verurteilung Ishikawas und seines Verlegers. Später erschien es in stark zensierter Form als Fortsetzungsroman im Chūōkōron.
Nach dem Pazifikkrieg war Ishikawa einer der bekanntesten Schriftsteller mit Publikationen wie Kaze ni soyogu ashi und Ningen no kabe. 1969 wurde Ishikawa dafür mit dem Kikuchi-Kan-Preis ausgezeichnet.

## Werke (Auswahl)
- Sōbō (蒼氓, altertümlich für dt. „Volk“), 1935
- Hikage no mura (日蔭の村, dt. „Dorf im Schatten“), 1937
- Ikite iru heitai (生きてゐる兵隊, dt. „Der lebende Soldat“), 1945
- Kaze ni soyogu ashi (風にそよぐ葦, dt. „Im Wind säuselndes Schilf“), 1949–1951
- Saigo no kyōwakoku (最後の共和国, dt. „Die letzte Utopie“, aus dem Japanischen von Sabine Mangold, Mitteldeutscher Verlag, Halle 2025, ISBN 978-3-689-48001-1), 1953
- Jibun no ana no naka de (自分の穴の中で, dt. „Im eigenen Loch gefangen“), 1955 – verfilmt von Uno Jūkichi
- Ningen no kabe (人間の壁, dt. „Die menschliche Wand“), 1957–1959
- Yonjūhachi sai no teikō (四十八歳の抵抗, dt. „Der Widerstand des 48-Jährigen“), 1956
- Mitasareta seikatsu (充たされた生活, dt. „Erfülltes Leben“), 1961
- Kizu darake no sanga (傷だらけの山河, dt. „Berge und Flüsse voller Wunden“), 1962–1963
- Kinkanshoku (金環蝕, dt. „Ringförmige Sonnenfinsternis“), 1966

## Quelle
- Haruko Taya Cook: The many Lives of Living Soldiers: Ishikawa Tatsuzō and Japan's War in Asia. in: Marlene J. Mayo, J. Thomas Rimer, H. Eleanor Kerkham (Hrsg.): War, Occupation, and Creativity: Japan and East Asia, 1920–1960. University of Hawaii Press, 2001, ISBN 9780824824334, S. 161–176.

- Ishikawa Tatsuzō, Soldiers Alive. Translated by Zeljko Cipris. University of Hawaii Press, 2003.

| Personendaten    | Personendaten              |
| ---------------- | -------------------------- |
| NAME             | Ishikawa, Tatsuzō          |
| KURZBESCHREIBUNG | japanischer Schriftsteller |
| GEBURTSDATUM     | 2. Juli 1905               |
| GEBURTSORT       | Yokote                     |
| STERBEDATUM      | 31. Januar 1985            |